# La doppia morte di Quincas l'acquaiolo
La doppia morte di Quincas l'Acquaiolo (A morte e a morte de Quincas Berro D'água) è un racconto dello scrittore brasiliano Jorge Amado.

## Trama
Il racconto parla di cosa succede dopo la morte di Quincas l'Acquaiolo. Quincas è un vagabondo che vive nel porto nella città bassa di Salvador.
Due gruppi di persone dibattono sulle memorie di Quincas, la famiglia guidata dalla figlia Vanda e dai suoi migliori amici del porto.
Per la famiglia, Quincas è Joaquim Soares da Cunha, un ligio funzionario delle Imposte Dirette, che un giorno li mandò in disgrazia abbandonandoli e diventando un vagabondo, chiamando Vanda e sua madre, Dona Otacilia, vipere e il marito di Vanda, Leonard, uno stupido imbecille. Cambiando vita Joaquim decide di cambiare nome e diventa Quincas; re dei vagabondi dei bassifondi e patriarca delle prostitute.  La famiglia tenta di nascondere questo fatto ai loro conoscenti e vicini ma loro non possono ignorare la reputazione che Quincas ha guadagnato sulla stampa locale.
Ora, Vanda, Leonard, e la sorella di Quincas, Zia Marocas e il fratello Eduardo, devono curare la salma e dargli un appropriato funerale, senza attrarre troppa attenzione su Quincas e al suo passato. Sistemano Quincas con un semplice vestito e scarpe, ma senza biancheria intima, in quanto nessuno lo avrebbe notato, e ordinano una bara e delle semplici candele. Quella notte si riuniscono vicino alla salma per la veglia funebre, cercando di ignorare il sorriso sornione di Quincas che permane anche nella morte e che gli fa ricordare quanto Quincas li disprezzasse. Vanda poi ha l'impressione di vedere il padre che gli dice vipera. Man mano tutti se ne vanno a casa, lasciando Quincas con i suoi amici del porto.
Il freddo trattamento che la famiglia ha dato alla scomparsa di Quincas è l'opposto di quello dei suoi migliori amici del porto di Bahia, Pettirosso, il Negro Frangetta, il comandante Martim e Ciclone.
I quattro uomini portano il lutto per Quincas per il quartiere lamentandosi che il loro migliore amico se ne era andato.
Quella sera vennero per dare a Quincas il loro ultimo saluto e finiscono per prendersi cura della salma quando i familiari lasciano la camera ardente e tornandosene a casa. Parlando tra di loro ricordano le avventure di Quincas e che per loro era quasi un padre. Piansero per Quincas e il comandante Martim si preoccupava se doveva occuparsi di Quitéria, una prostituta che era la ragazza di Quincas.
Lasciati da soli tutta la notte con la salma, i quattro fecero una festa e fecero partecipare Quincas nella loro ultima festa, raccontando scherzi e facendogli bere cachaça, Ciclone regalò a Quincas una bellissima rana. Decisoro poi di portare Quincas in un ultimo giro al porto, per mangiare la Moqueca de peixe di Capitan Manuel, che era il piatto preferito di Quincas. Sulla strada incontrarono un gruppo di prostitute incluso Quitéria.
Quincas aveva sempre amato il mare, e dopo che gli amici gli hanno servito la moqueca lo portarono sulla barca del capitano Manuel per un'escursione, improvvisamente una tempesta scuote la barca e loro si affrettano a tornare nel porto, ma Quincas cade in acqua come di volontà propria, gli amici sentirono Quincas proclamare:
(Jorge Amado, La doppia morte di Quincas l'acquaiolo, traduzione di Elena Grechi, Garzanti))

## Adattamenti
Nel 1998 la storia fu adattata in un film egiziano intitolato Gannet el Shayateen dal regista Osama Fawzy. Vinse numerosi premi nazionali e internazionali.
Il 21 maggio 2010 è uscito nei cinema brasiliani un nuovo adattamento cinematografico, Quincas Berro D'Água, diretto da Sérgio Machado.